# Pluricentriskt språk

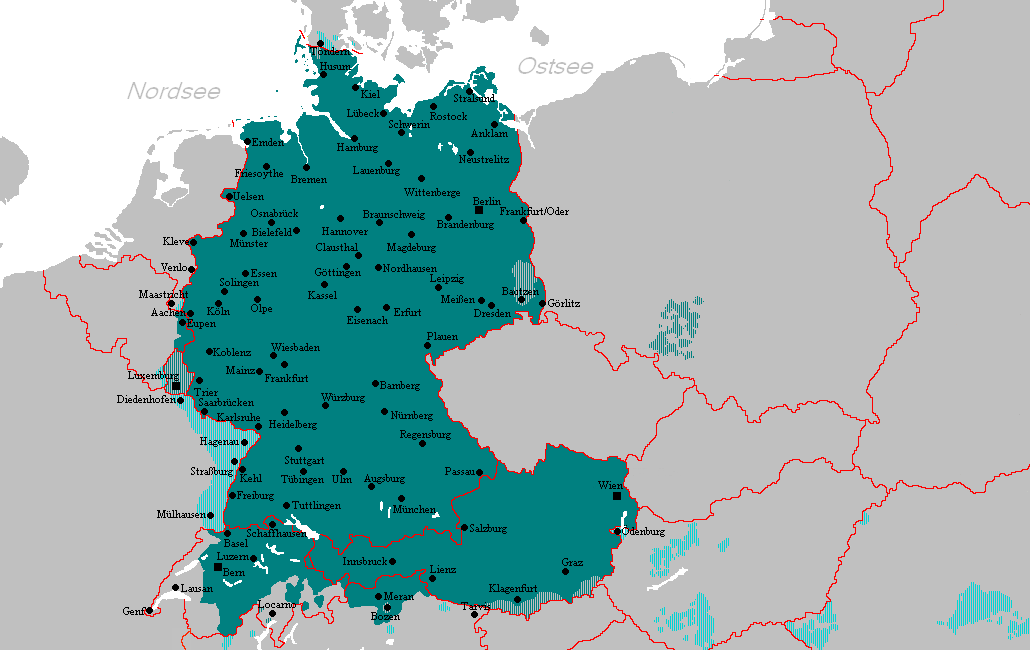
Tyska är ett pluricentriskt språk eftersom skillnader finns mellan standardspråken i Tyskland, Österrike och Schweiz.

Ett pluricentriskt språk är ett språk som finns i flera standardvarieteter därför att språket har två eller flera politiska och kulturella kraftcentra, som skapar något olika varieteter av språket. Orsaken är vanligen att språket talas i mer än ett land.
Språklig pluricentricitet är ett språksociologiskt begrepp som populariserades av Michael Clyne och andra.

## Olika betydelser
Begreppet pluricentriskt språk har använts på två sätt. För det första har ett språk ansetts vara pluricentriskt om dess språkområde delas av riksgränser och språket talas i två eller flera suveräna stater där språket de jure eller de facto är officiellt språk, liksom svenska som därför anses vara ett pluricentriskt språk. Ett annat exempel är tyska, som är officiellt språk och största språk i Tyskland, Österrike, Schweiz och Liechtenstein, och har en viss ställning i ytterligare länder.
För det andra har några språk ansetts vara pluricentriska även om språkets olika kraftcentra ligger inom samma suveräna stat. Ett exempel är serbokroatiska när staten Jugoslavien existerade. Serbokroatiska var officiellt ett språk, men kroatiska och serbiska varieteter fanns i de historiskt och kulturellt åtskilda jugoslaviska delrepublikerna Kroatien och Serbien.

## Utveckling av natiolekter
Utvecklingen av ett språk pågår ständigt. Om språket bara talas inom ett rike finns oftast en stark gemensam normbildning för språkutvecklingen. Men läget är annorlunda om ett språk talas i flera stater (eller flera delstater med olika kulturell och politisk identitiet). Folkgrupper som talar samma språk fast i olika stater fattar ibland informella eller officiella beslut om sitt standardsspråk utan att rådgöra över gränserna. Det blir en brist på samordning av språkutvecklingen i olika stater. Därför uppstår skillnader mellan varianter av ett språk i olika stater.
De språkliga varieteter som uppstår genom pluricentricitet kallas natiolekter. Det mest kända exemplet på natiolekter är brittisk och amerikansk standardengelska, som skiljer sig åt i stavning, ordförråd och uttal. Engelska är visserligen inte de jure officiellt språk i dessa länder, och det finns ingen officiell normering av engelskan i någotdera landet, men århundradens hävdvunna språkliga konventioner i förvaltning, utbildning och kultur har skapat en relativt liten men orubblig skillnad mellan varieteterna. Pluricentriska språk som engelska förenar folk i olika länder likaväl som de skiljer folkgrupper åt genom utvecklandet av olika riksspråksnormer och språkdrag som talarna i olika länder identifierar sig med. Detta uttrycks träffande i det skämtsamma yttrandet att ”Britain and America are two nations divided by a common language” (Storbritannien och Amerika är två länder åtskilda av ett gemensamt språk).

### Skillnad mellan natiolekt och dialekt
Natiolekt är inte samma sak som dialekt, utan syftar på språkskillnader som uppstår när ett språkområde delas av riksgränser. Natiolekter är utbyggnadsspåk eftersom standardisering och skriftspråklig odling kännetecknar utvecklingen av en natiolekt. Om varieteter av ett språk i olika länder skiljer sig åt på ett sätt som inte orsakas av statsgränsernas dragning är de vanliga dialekter. Ett exempel är att gamla svenska folkmål i svenska Österbotten i Finland skiljer sig något från folkmål i Norrland, men det beror inte på att det sedan 1809 finns en riksgräns i Bottenhavet; dialektskillnaden mellan svenskan på ömse sidor om Bottenhavet skulle ha funnits även Sverige och Finland fortsatt att vara samma rike. Däremot är former av svenskt standardspråk i Finland och Sverige natiolekter.

## Svenska
Svenska är alltså pluricentriskt, eftersom det är officiellt språk i Finland vid sidan av finska, och officiellt huvudspråk i Sverige. Skillnader har uppkommit bland annat därför att finlandssvenskt standardspråk har påverkats av finskt tal‑ och skriftspråk, och att språkdrag som försvunnit i Sverige har bevarats i Finland. När man jämför de sverigesvenska och finlandssvenska standardspråken som natiolekter undersöker man endast de särskiljande språkdrag som troligen finns i de två standardspråken därför att en riksgräns finns mellan Sverige och Finland sedan 1809; analysen syftar inte till att beskriva dialektskillnader, som naturligtvis också finns.

### Fonologiska skillnader
- Finlandssvenskt standardspråk (men inte alla dialekter) saknar ordaccent, alltså skillnad mellan ánden (fågel) och ànden (spöke).[6]
- I Finland finns kortstavighet i betonad stavelse.[6] I ordet ”kamera” kan ett kort a följas av ett kort m.[6]
- Det svenska u‑ljudet realiseras i Finland som en central vokal snarare än en främre vokal.[8] Detta är orsaken till att finlandssvenskt uttal av ”ful” kan uppfattas som ”fol” i Sverige.
- I finlandssvenskt standardtalspråk finns förkortade former som ”sku” (skulle).[6] Personer som har standardsverigesvenska som modersmål känner sådana former blott från äldre litteratur som Carl Michael Bellman, ”Vi sku brorskål dricka”[9].

Finlandssvenskt standardspråk har ofta bevarat äldre språkdrag som inte längre finns i sverigesvenskt standardspråk. De tre sistnämnda punkterna är exempel på det.

### Skillnader i vokabulär
Många skillnader i ordförråd beror på att Finland fattar officiella beslut om svensk terminologi i lagstiftning och dylikt. ”Vallokal” officiellt heter ”röstningsställe” i svenskspråkig lagstiftning i Finland. Andra finlandismer beror på fast rotat språkbruk, som att en finlandssvensk ”semla” är vad som i Sverige kallas en ”fralla”. Återigen beror skillnaden på att finlandssvenska är mer konservativ.

### Skillnaden natiolekt–dialekt
Svenskans pluricentricitet belyser skillnaden mellan dialekt och natiolekt. Geografiska dialektskillnader finns i nästan alla språk. De flesta dialektdrag undviks när ett språks talare vill använda standardspråk, och i synnerhet när de skriver standardspråk. Men finlandssvenskt standardspråk är en natiolekt, eftersom särdrag finns kvar även när finlandssvenska personer strävar efter att skriva sitt samhälles standardspråk. Den finländska koncernen Fazer skriver i sin (dialektfria) svenskspråkiga produktinformation i Finland: ”Mjuka semlor är hela familjens favorit till frukost. Var och en kan fylla semlan med sina egna favoritpålägg och börja dagen med smaken av äkta bröd.” Ordet ”semla” visar att texten visserligen är standardsvensk, men skriven på finländsk standardsvenska. Texten visar en skillnad i natiolekt, inte i dialekt. Sådana språkskillnader finns inte mellan skriven standardsvenska från till exempel Stockholm och Göteborg; i standardsvenska inom Sverige kan man bara se geografiska skillnader om skribenter avsiktligt blandar in dialektala drag.

## Begreppets ursprung
Begreppet pluricentriskt språk har troligen utvecklats av William Stewart med medverkan av Heinz Kloss. Heinz Kloss var först att publicera termen i tryck 1967. William Stewart publicerade en artikel om pluricentriskt språk 1968, men cirkulerade idéerna i otryckt form tidigare. (Både Stewart och Kloss använde dock formen ”polycentriskt språk”, som kanske övergivits av lingvister enär det är en barbarism.) Heinz Kloss har även skapat tänkandet om avståndsspråk, utbyggnadsspråk och takspråk, som kompletterar teorin om pluricentricitet inom språksociologisk forskning. På 1990-talet framförde Michael Clyne en mer komplett behandling av tyska och pluricentricitet i Österrike, medan Ulrich Ammon framförde en teoretisk redogörelse för tyska i Tyskland, Österrike och Schweiz. Enligt Kloss och Clyne är pluricentricitet den föredragna termen i stället för polycentricitet.